# Ramnäs
Ramnäs is een plaats in de gemeente Surahammar in het landschap Västmanland en de provincie Västmanlands län in Zweden. De plaats heeft 1489 inwoners (2005) en een oppervlakte van 216 hectare.

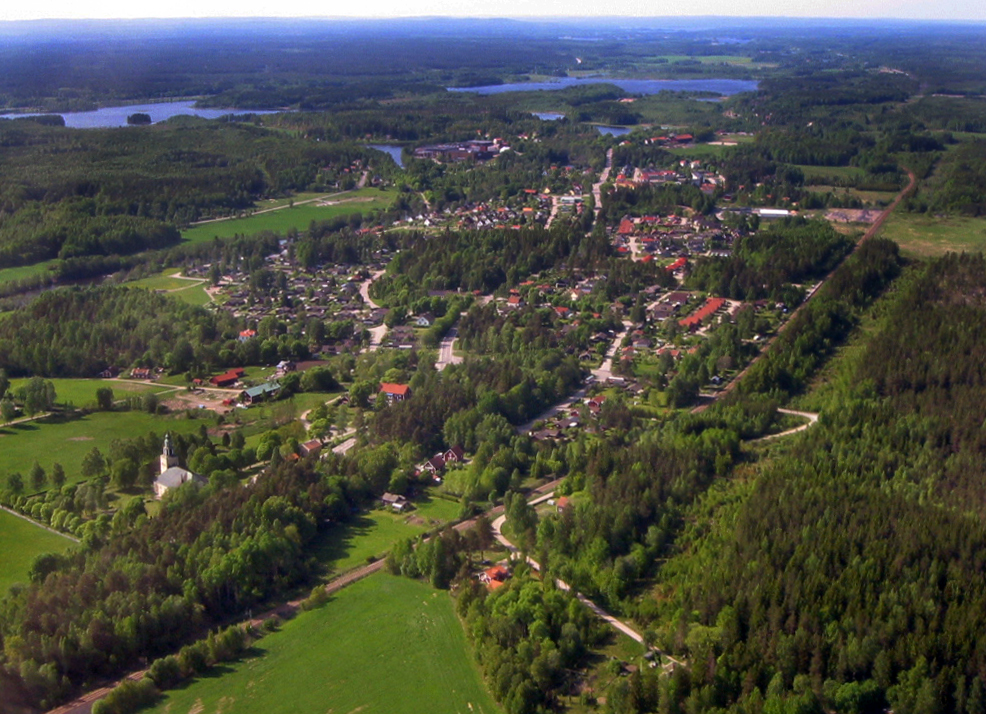
Ramnäs
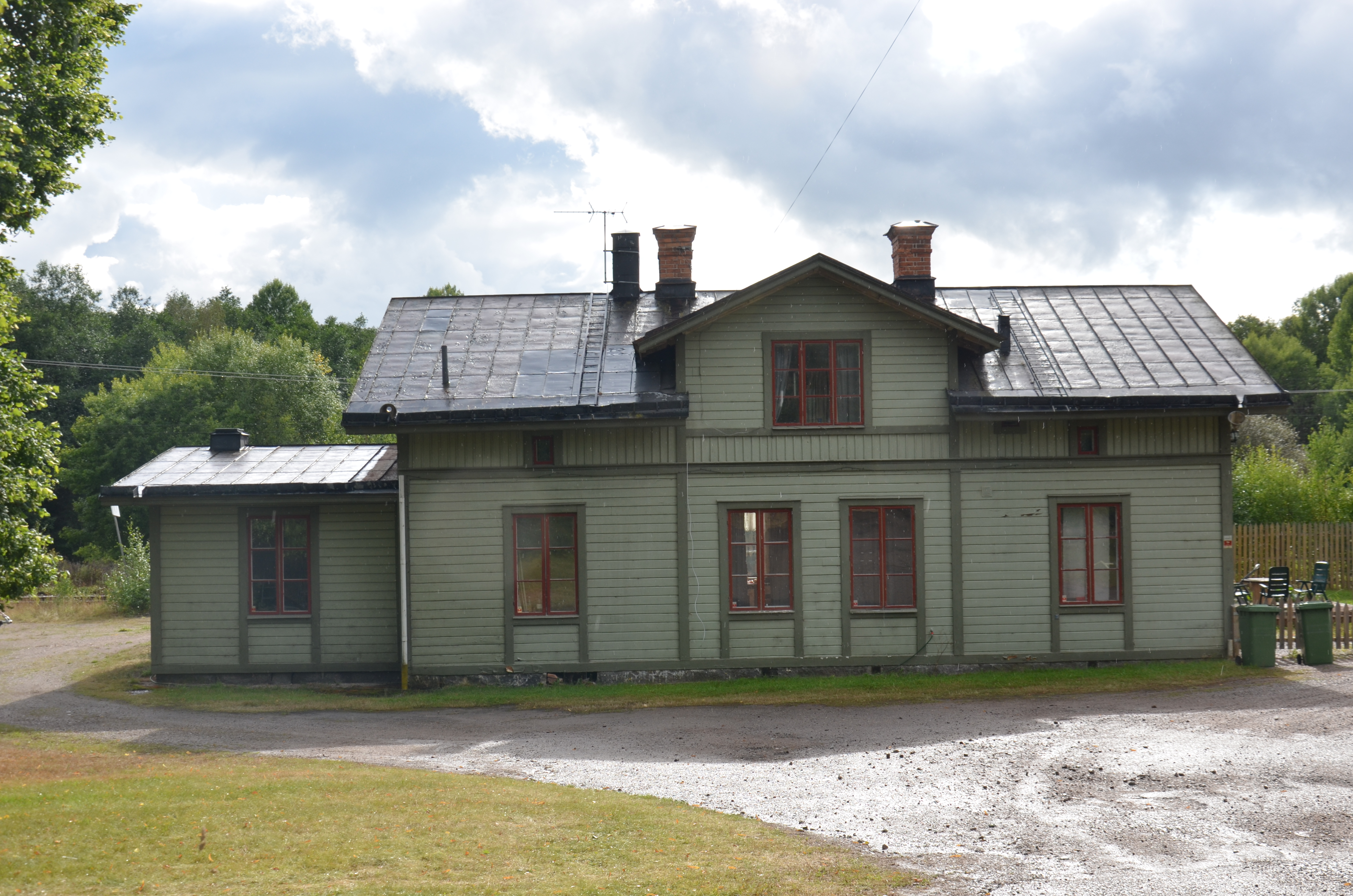
Station van Ramnäs
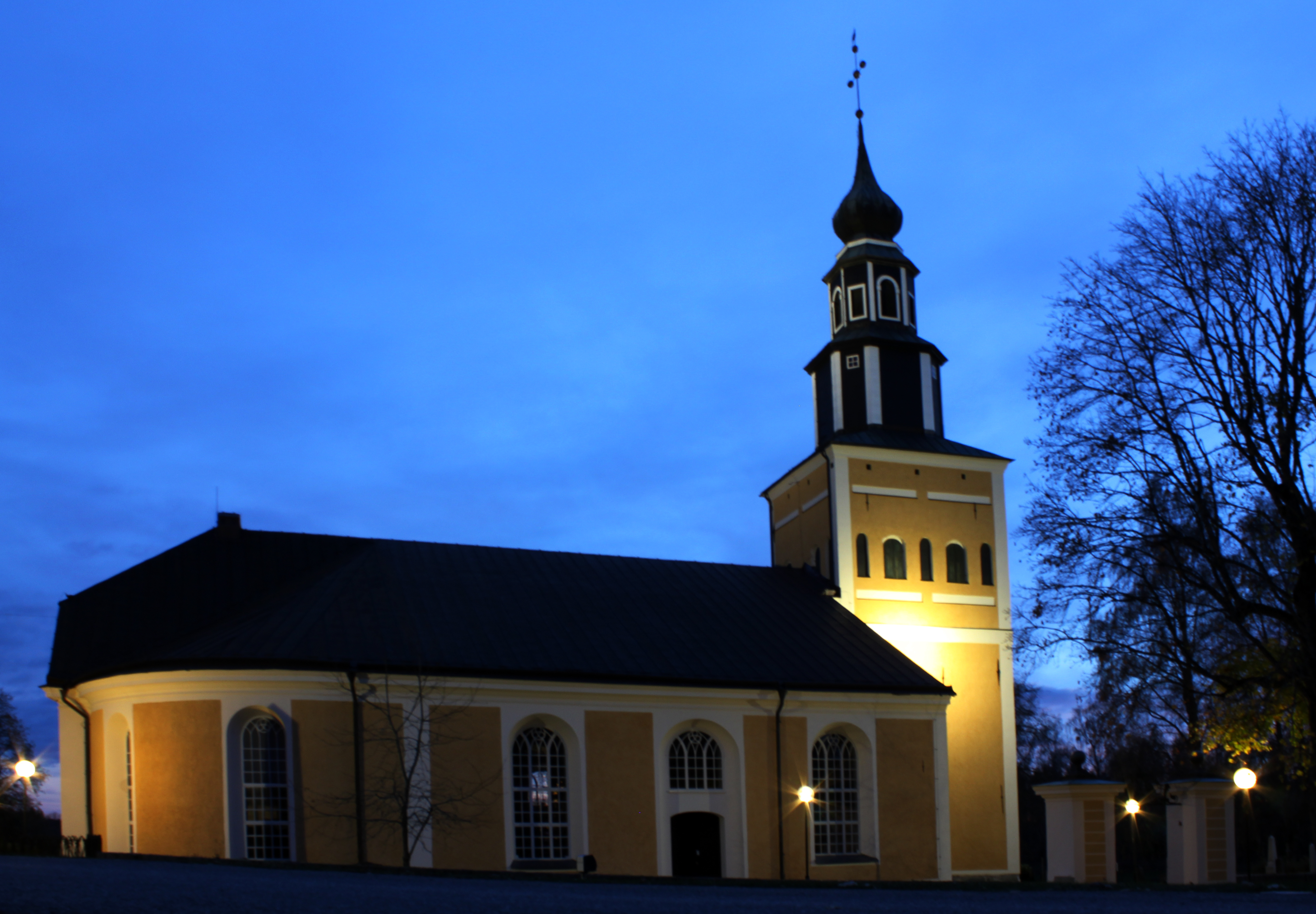
Kerk in Ramnäs

## Verkeer en vervoer
Bij de plaats lopen de Riksväg 66, Länsväg 233 en Länsväg 252.
De plaats heeft een station aan de spoorlijn Kolbäck - Ludvika.